# 1995年のスポーツ
- 年度別スポーツ記事一覧

1995年のスポーツでは、1995年（平成7年）のスポーツ関連の出来事についてまとめる。

## できごと
- 1月15日 - 第32回日本ラグビーフットボール選手権大会で神戸製鋼が大東文化大学を102-14で破り「7連覇」達成
- 2月13日 - 近鉄バファローズの野茂英雄、米大リーグロサンゼルス・ドジャースと契約
- 2月19日 - ノルディックW杯複合個人で荻原健司が初の総合3連覇達成
- 4月21日 - 国際サッカー連盟、ゴールデンゴール方式を採用
- 6月8日 - 全仏オープンテニスで伊達公子が日本人選手初のベスト4進出、準決勝でアランチャ・サンチェスに 5-7, 3-6 で敗退
- 6月10日 - 水球の関東学生男子リーグ戦で、日本体育大学が敗れ、1974年以来続いていた連勝記録が「376」で止まる
- 6月16日 - 国際オリンピック委員会、ソルトレイクシティを2002年冬季オリンピックの開催地に決定
- 7月2日 - 野茂英雄、日本人として初めてメジャーリーグ・オールスターゲームの出場選手として選ばれる
- 7月5日 - テニスのウィンブルドン選手権大会で、松岡修造が日本人男子選手として「62年ぶり」のベスト8進出。準々決勝でピート・サンプラスにセットカウント 1-3 で敗退
- 11月9日 - ロサンゼルス・ドジャースの野茂英雄、日本人として初めてナショナルリーグの新人王に選ばれる
- 11月26日 - 大相撲九州場所千秋楽で、史上初の兄弟による優勝決定戦が行なわれ、兄の大関若乃花勝が弟の横綱貴乃花光司を破り優勝した

## 総合競技大会
- 第17回冬季ユニバーシアード（スペイン・ハカ・2月18日〜26日） - 日本の獲得メダル:金3、銀5、銅7
- 第13回世界ろう者冬季競技大会（フィンランド・ユッラス・3月14日〜19日） - 日本の獲得メダル:なし
- 第9回スペシャルオリンピックス夏季世界大会（アメリカ・ニューヘブン・7月1日〜9日）
- 第18回夏季ユニバーシアード（福岡・8月23日〜9月3日） - 日本の獲得メダル:金24、銀16、銅24
- 第50回ふくしま国体（冬季スケート・アイスホッケー - 福島県・1月28日〜31日、冬季スキー・バイアスロン - 福島県・2月19日〜22日、夏季 - 福島県・9月9日〜12日、秋季 - 福島県・10月14日〜19日）
天皇杯順位:優勝 福島県、第2位 東京都、第3位 愛知県
皇后杯順位:優勝 福島県、第2位 東京都、第3位 大阪府
- 第31回全国身体障害者スポーツ大会（うつくしまふくしま大会、10月28日・29日）

## アイスホッケー
- スタンレーカップ決勝（1994-1995シーズン）
ニュージャージー・デビルス （4戦全勝） デトロイト・レッドウィングス

## アメリカンフットボール

### NFL
- AFCチャンピオンシップゲーム（1月15日、スリー・リバース・スタジアム）
サンディエゴ・チャージャーズ 17 - 13 ピッツバーグ・スティーラーズ
- NFCチャンピオンシップゲーム（1月15日、キャンドルスティック・パーク）
サンフランシスコ・49ers 38 - 28 ダラス・カウボーイズ
- 第29回スーパーボウル (1月29日、フロリダ州・ジョー・ロビー・スタジアム)
サンフランシスコ・49ers(NFC、5年ぶり5回目) 49 - 26 サンディエゴ・チャージャーズ(AFC)

### 日本の大会
- 第48回ライスボウル（1月3日、東京都文京区・東京ドーム）
松下電工インパルス(社会人代表) 16-13 立命館大学パンサーズ(学生代表）
- 第50回毎日甲子園ボウル(12月17日、兵庫県西宮市・阪神甲子園球場）
京都大学ギャングスターズ(関西学生代表) 24-17 法政大学トマホークス(関東学生代表)
- 第9回東京スーパーボウル (12月9日、東京都文京区・東京ドーム）
松下電工インパルス 54-20 リクルートシーガルズ

## 競馬

### 日本のGI競走
中央競馬
- 桜花賞（京都競馬場・4月9日）優勝：ワンダーパヒューム（騎手：田原成貴）
- 皐月賞（中山競馬場・4月16日）優勝：ジェニュイン（騎手：岡部幸雄）
- 天皇賞 (春)（京都競馬場・4月23日）優勝：ライスシャワー（騎手：的場均）
- 安田記念（東京・5月14日) 優勝：ハートレイク （騎手：武豊）
- 優駿牝馬（東京競馬場・5月21日）優勝：ダンスパートナー（騎手：武豊）
- 東京優駿（東京競馬場・5月28日）優勝：タヤスツヨシ（騎手：小島貞博）
- 宝塚記念（京都・6月4日) 優勝：ダンツシアトル （騎手：村本善之）
- 天皇賞 (秋)（東京競馬場・10月29日）優勝：サクラチトセオー （騎手：小島太）
- 菊花賞（京都競馬場・11月5日）優勝：マヤノトップガン（騎手：田原成貴）
- エリザベス女王杯（京都・11月12日） 優勝：サクラキャンドル（騎手：小島太）
- マイルチャンピオンシップ（京都・11月19日） 優勝：トロットサンダー（騎手：横山典弘）
- ジャパンカップ（東京・11月26日） 優勝：ランド（騎手：マイケル・ロバーツ）
- 阪神3歳牝馬ステークス（阪神・12月3日） 優勝：ビワハイジ（騎手：角田晃一）
- 朝日杯3歳ステークス（中山・12月10日） 優勝：バブルガムフェロー（騎手：岡部幸雄）
- スプリンターズステークス（中山・12月17日） 優勝：ヒシアケボノ（騎手：角田晃一）
- 有馬記念（中山競馬場・12月24日）優勝：マヤノトップガン（騎手：田原成貴）

### JRA賞
- 年度代表馬・最優秀4歳以上牡馬　マヤノトップガン
- 最優秀3歳牡馬　バブルガムフェロー
- 最優秀3歳牝馬　ビワハイジ
- 最優秀4歳牝馬　ダンスパートナー
- 最優秀5歳牡馬　サクラチトセオー
- 最優秀5歳以上牝馬　ヒシアマゾン
- 最優秀短距離馬　ヒシアケボノ
- 最優秀父内国産馬　フジヤマケンザン
- 最優秀ダートホース　ライブリマウント
- 最優秀障害馬　リターンエース
- 最優秀アラブ　ムーンリットガール
- 特別賞　ライスシャワー
- 最多勝利騎手・最多賞金獲得騎手　武豊
- 最高勝率騎手　岡部幸雄

### リーディングサイアー
- リーディングサイアー - サンデーサイレンス
- リーディングブルードメアサイアー - ノーザンテースト

## ゴルフ

### 世界4大大会（男子）
- マスターズ優勝者：ベン・クレンショー（アメリカ）
- 全米オープン優勝者：コリー・ペイビン（アメリカ）
- 全英オープン優勝者：ジョン・デーリー（アメリカ）
- 全米プロゴルフ優勝者：スティーブ・エルキントン（オーストラリア）

マスターズで尾崎将司が自己ベストスコア（-1, 287ストローク）を出した（順位は29位タイ）。この時第3ラウンドを、当時19歳のアマチュア選手だったタイガー・ウッズと一緒に回っている。全英オープンは名門セント・アンドルーズにて開催。

### 世界4大大会（女子）
- ナビスコ・ダイナ・ショア大会優勝者：ナンシー・ボーウェン（アメリカ）
- 全米女子プロゴルフ優勝者：ケリー・ロビンス（アメリカ）
- 全米女子オープン優勝者：アニカ・ソレンスタム（スウェーデン）
- デュモーリエ・クラシック優勝者：ジェニー・リドバック（ペルー）

### 日本
- 賞金王（男子）:尾崎将司
- 賞金女王:塩谷育代

## サッカー
- 天皇杯全日本サッカー選手権大会決勝（1994年度）
ベルマーレ平塚 2-0 セレッソ大阪
天皇杯優勝 - ベルマーレ平塚
- ゼロックス・スーパーカップ
ヴェルディ川崎 2-2 (PK 4-2) ベルマーレ平塚
ゼロックス・スーパーカップ優勝 - ヴェルディ川崎
- Jリーグ
1stステージ優勝 - 横浜マリノス
2ndステージ優勝 - ヴェルディ川崎
チャンピオンシップ年間優勝 - 横浜マリノス
Jリーグヤマザキナビスコカップ
開催せず

## テニス

### グランドスラム
- 全豪オープン　男子単優勝：アンドレ・アガシ（アメリカ）、女子単優勝：マリー・ピエルス（フランス）
- 全仏オープン　男子単優勝：トーマス・ムスター（オーストリア）、女子単優勝：シュテフィ・グラフ（ドイツ）
- ウィンブルドン　男子単優勝：ピート・サンプラス（アメリカ）、女子単優勝：シュテフィ・グラフ（ドイツ）
- 全米オープン　男子単優勝：ピート・サンプラス（アメリカ）、女子単優勝：シュテフィ・グラフ（ドイツ）

## プロレス
- プロレス大賞MVP:武藤敬司（新日本プロレス）初受賞
- G1クライマックス（新日本プロレス）優勝：武藤敬司（初優勝）
- 世界最強タッグ決定リーグ戦（全日本プロレス） 優勝：三沢光晴&小橋建太「超世代軍」組（3連覇）

## ラグビー
- 日本ラグビーフットボール選手権大会決勝（国立霞ヶ丘競技場陸上競技場・1月15日）
神戸製鋼 102-14 大東文化大学

神戸製鋼7連覇達成

## 誕生

### 1月
- 1月4日 - ミゲル・オリベイラ（ポルトガル、オートバイレーサー）
- 1月6日 - ジョシュア・ファリス（アメリカ合衆国、フィギュアスケート）
- 1月7日 - ユリア・プチンツェワ（カザフスタン、テニス）
- 1月12日 - マーベリック・ビニャーレス（スペイン、オートバイレーサー）
- 1月12日 - アレッシオ・ロマニョーリ（イタリア、サッカー）
- 1月13日 - レナ・マロコ (フランス、フィギュアスケート)
- 1月16日 - 南野拓実（大阪府、サッカー）
- 1月17日 - フィリップ・ヤンコヴィッチ（セルビア、サッカー）
- 1月18日 - マーガレット・パーディ（カナダ、フィギュアスケート）
- 1月18日 - ジャック・ミラー（オーストラリア、オートバイレーサー）
- 1月20日 - カラム・チャンバース（イギリス (イングランド)、サッカー）
- 1月20日 - 古橋亨梧 (奈良県、サッカー)
- 1月20日 - ホセ・マリア・ヒメネス（ウルグアイ、サッカー選手）
- 1月30日 - 鬼頭さくら（愛知県、ゴルフ）
- 1月30日 - ビクトリア・コモワ（ロシア、体操）

### 2月
- 2月2日 - チェ・ケネアリー（オーストラリア、ボクシング）
- 2月4日 - ピオーネ・シスト（ウガンダ、サッカー）
- 2月4日 - サビーナ・マリウタ（ルーマニア、フィギュアスケート）
- 2月5日 - 馬淵優佳（兵庫県、飛び込み）
- 2月5日 - アドナン・ヤヌザイ（ベルギー、サッカー）
- 2月6日 - レオン・ゴレツカ（ドイツ、サッカー）
- 2月8日 - ヨシュア・キミッヒ（ドイツ、サッカー）
- 2月9日 - マリオ・パシャリッチ（ドイツ、サッカー）
- 2月10日 - ナビ・ケイタ（ギニア、サッカー）
- 2月11日 - ミラン・シュクリニアル（スロバキア、サッカー）
- 2月12日 - 日野龍樹（東京都、フィギュアスケート）
- 2月16日 - ハーフナー・ニッキ（愛知県、サッカー）
- 2月17日 - マディソン・キーズ（アメリカ合衆国、テニス）
- 2月18日 - ミハイル・コリヤダ（ロシア、フィギュアスケート）
- 2月20日 - 李卓（愛知県、アメリカンフットボール）
- 2月27日 - セルゲイ・ミリンコヴィッチ＝サヴィッチ（スペイン、サッカー）
- 2月27日 - 中村航輔（東京都、サッカー）

### 3月
- 3月1日 - 耿冰娃（中国、フィギュアスケート）
- 3月3日 - ザーラ・ラリ（アラブ首長国連邦、フィギュアスケート）
- 3月5日 - ジャオ・カイ・パン（カナダ、アイスダンス）
- 3月6日 - 城山正太郎（北海道、陸上競技）
- 3月8日 - ケイタ・バルデ（スペイン、サッカー）
- 3月10日 - セルゲイ・モズゴフ（ロシア、アイスダンス）
- 3月11日 - ピアカイ・ヘンケル（アメリカ合衆国、サッカー）
- 3月13日 - 奥原希望（長野県、バドミントン）
- 3月13日 - ミカエラ・シフリン（アメリカ合衆国、スキー）
- 3月16日 - インガ・ヤヌレヴィチウテ（リトアニア、フィギュアスケート）
- 3月17日 - アナスタシヤ・マルチュシェワ（ロシア、フィギュアスケート）
- 3月17日 - チアゴ・マルチンス・ブエーノ（ブラジル、サッカー）
- 3月19日 - エクトル・ベジェリン（スペイン、サッカー）
- 3月20日 - エフゲーニヤ・コスイギナ（ロシア、アイスダンス）
- 3月21日 - ケルリ・リーナマエ（エストニア、フィギュアスケート）
- 3月23日 - 合澤英旦（岩手県、ラグビー）
- 3月25日 - カルロス・ヴィニシウス・ダ・ポーズ・アウヴェス・モライス（ブラジル、サッカー）
- 3月30日 - テイオ・ゲイガンハート（イギリス、自転車競技）

### 4月
- 4月5日 - 森薗政崇（東京都、卓球）
- 4月14日 - 藤澤亮子（千葉県、フィギュアスケート）
- 4月17日 - イ・ヨンスン（韓国、アイスホッケー）
- 4月22日 - ジャン・マリー・ドングー（スペイン、サッカー）
- 4月23日 - 比嘉一貴（沖縄県、ゴルフ）
- 4月28日 - 永峰咲希（宮崎県、ゴルフ）

### 5月
- 5月10日 - メリッサ・フランクリン（アメリカ合衆国、水泳）
- 5月13日 - 小池祐貴（北海道、陸上競技）
- 5月31日 - 松田瑞生（大阪府、陸上競技）

### 6月
- 6月6日 - 坂井聖人（福岡県、水泳）
- 6月22日 - サラ・コラク（クロアチア、陸上競技）[1]
- 6月29日 - ティム・シュープ（アメリカ合衆国、アイスホッケー）

### 7月
- 7月7日 - コ・ジンヨン（韓国、ゴルフ）
- 7月14日 - 金孝周（韓国、ゴルフ）
- 7月20日 - 和田優香里（京都府、陸上競技)
- 7月28日 - ポリーナ・シェレペン（アメリカ合衆国、フィギュアスケート）
- 7月29日 - 金澤志奈（茨城県、ゴルフ）

### 8月
- 8月9日 - 比嘉大吾（沖縄県、ボクシング）
- 8月17日 - グレイシー・ゴールド（アメリカ合衆国、フィギュアスケート）
- 8月18日 - 平野裕志朗（北海道、アイスホッケー）
- 8月24日 - 土井杏南（埼玉県、陸上競技）
- 8月31日 - 笹田夏実（東京都、体操）

### 9月
- 9月20日 - アレハンドロ・グリマルド（スペイン、サッカー）
- 9月25日 - 太田琴菜（兵庫県、陸上競技）

### 10月
- 10月17日 - 張可欣（中国、フィギュアスケート）
- 10月18日 - 大橋悠依（滋賀県、水泳）

### 11月
- 11月2日 - 木村彩子（大阪府、ゴルフ）
- 11月3日 - コリン・マテル（フランス、スキー）
- 11月14日 - 新海美優（大分県、ゴルフ）
- 11月19日 - 寺本明日香（愛知県、体操）
- 11月27日 - 細田あい（長野県、陸上競技）

### 12月
- 12月11日 - 石川祐希（愛知県、バレーボール）
- 12月15日 - 桐生祥秀（滋賀県、陸上競技）
- 12月31日 - ガブリエル・ダグラス（アメリカ合衆国、体操）

## 死去
- 1月26日 - 蔵間龍也（滋賀県、相撲、*1952年）
- 2月2日 - フレッド・ペリー（イギリス、テニス、*1909年）
- 2月24日 - 前畑秀子（和歌山県、水泳、*1914年）
- 3月13日 - 佐々木功（岩手県、陸上競技、*1943年）
- 4月24日 - 芦原英幸（広島県、空手、*1944年）
- 6月27日 - ニーダ・センフ（オランダ、水泳、*1920年）
- 7月3日 - パンチョ・ゴンザレス（アメリカ、テニス、*1928年）
- 7月17日 - ファン・マヌエル・ファンジオ（アルゼンチン、レーシングドライバー、*1911年）
- 8月13日 - ミッキー・マントル（アメリカ、野球、*1931年）
- 8月15日 - 仲根政裕（東京都、野球、*1954年）
- 9月19日 - 大西鐡之祐（奈良県、ラグビー、*1916年）
- 10月8日 - 小川健太郎（福岡県、野球、*1934年）
- 10月25日 - ボビー・リッグス（アメリカ、テニス、*1918年）
- 11月15日 - 今西寿雄（奈良県、登山家、*1914年）
- 11月20日 - 須田開代子（東京都、ボウリング、*1938年）
- 11月28日 - 横沢三郎（台湾、野球、*1904年）
- 12月24日 - 島秀之助（兵庫県、野球、*1908年）